# Ens (Fluss)
Die Ens (teilweise Ensbach) ist ein linker, aus dem Südwesten kommender Zufluss der Aisch in Bayern.

## Geographie

### Verlauf
Die Ens entspringt an der Europäischen Hauptwasserscheide auf der dort weithin bewaldeten Frankenhöhe etwa zwei Kilometer südwestlich des Altmühlursprungs. Sie beginnt ihren anfangs westlichen Lauf etwas im Süden des Spornansatzes der westlich auslaufenden Hohen Leite (514,3 m ü. NN). In einem großen Westbogen umläuft sie den Fuß dieses Sporns, wobei sie zweimal die Bundesautobahn 7 unterquert und dabei erst an Urphershofen vorbeiläuft und dann den Zeugenberg Endseer Berg (471,2 m ü. NN) zu ihrer Linken von der Hohen Leite trennt.
Dann durchquert sie nordostwärts Steinach an der Ens und fließt zwischen Gallmersgarten am linken und Steinach bei Rothenburg ob der Tauber am rechten Ufer hindurch. An der Hagenmühle von Burgbernheim fließt sie östlich, gleich darauf läuft ihr von rechts im Bereich einiger Teiche der Tiefenbach zu, der ganz dicht am Altmühlursprung nördlich der Hohen Leite entsteht; ähnlich wie die Ens die Hohe Leite umfließt, läuft auch dieser Bach in einem Bogen um den Nordwestsporn Schloßberg der Frankenhöhe. Dann nimmt die Ens Kurs nach Nordosten auf das Burgbergheimer Pfarrdorf Schwebheim zu. Auf diesem Abschnitt erreichen sie erst von links vor der Burgbergheimer Aumühle der Erlbach und danach von rechts im Bereich der weiten Talebene der Breiten Wiesen der Sulzbach aus Burgbernheim, der bei dem Städtchen am Nordostabfall des Schloßberg-Sporns entsteht.
Bald darauf kreuzt sie sich an der B 13 am Schwebheimer Ortsrand mit dem von links kommenden Ottenbach. Wie der Erlbach zuvor, ist auch er ein gefällearmer Bach aus der Ebene im Westen, er entspringt nördlich von Gallmersgarten-Mörlbach in einem kleinen Wald. Beide Bäche setzen sich dort in zwei Auenäste fort, nachdem sie beide ostwärts die Bundesstraße unterquert haben, links läuft die Ens-Fortsetzung Engertsbach entlang dem südlichen Siedlungsrand von Burgbernheim-Schwebheim und rechts die Otterbach-Fortsetzung Ainbach. Beide vereinigen sich nach etwa zwei Kilometern kurz vor dem Nordwestrand von Illesheim. Die Ainbach genannte Vereinigung läuft nun nur noch etwa 0,3 km weiter unter der B 470 hindurch und mündet dann von links in die dort erst wenig mehr als zwei Kilometer lange Aisch.

### Zuflüsse
Hierarchische Liste der Zuflüsse, jeweils von der Quelle zur Mündung. Auswahl.
Quelle der Ens oder des Ensbachs auf etwa 475 m ü. NHN im Nordenberger Wald südlich der Hohen Leite etwa 1,9 km ostsüdöstlich von Steinsfeld-Urphershofen. Die Ens fließt zunächst etwa westwärts und schlägt dann ab Urphershofen einen langen Rechtsbogen von fast 180°, wobei sie den isoliert stehenden Enseer Berg links von der Hohen Leite  trennt, dem Westsporn der nördlichen Frankenhöhe. Erst nach ihrer Kehre und dem Passieren von zuletzt dem Dorf Gallmersgarten sie ihre ersten hier genannten größeren Zuflüsse auf.
- Leutersklingengraben, von links auf etwa 335 m ü. NHN vor Burgbernheim-Hagenmühle, 1,8 km
- Tiefenbach (oder Waldbach), von rechts auf etwa 331 m ü. NHN nach der Hagenmühle, 6,5 km,
  - Hohenleitengraben, von links auf etwa 416 m ü. NHN westlich von Burgbernheim-Wildbad, 0,6 km
  - Fuchsberggraben, von rechts auf etwa 336 m ü. NHN westlich von Burgbernheim, 1,8 km
- Erlbach, von links auf etwa 328 m ü. NHN vor Burgbernheim-Aumühle, 3,0 km (mit Seegraben 8,2 km). Fließt nahe Burgbergneim-Hilpertshof aus seinen Oberläufen zusammen.
  - Mörlbach, linker Oberlauf
  - Seebach, rechter Oberlauf
    - Fuchsstadtgraben, linker Oberlauf
    - Endseer Bach, rechter Oberlauf
      - Seegraben, von links nahe Steinsfeld-Endsee
- Sulzbach, von rechts auf etwa 321 m ü. NHN nordöstlich von Burgbernheim, 5,2 km
- Hirschgraben, von links auf etwa 320 m ü. NHN vor Burgbernheim-Schwebheim, 3,1 km; unbeständig
- Bachkreuzung auf etwa  318 m ü. NHN am Ortsrand von Schwebheim an der B 33 mit dem von links kommenden, dort mit nur 7,0 km Länge kürzeren und auch einzugsgebietsärmeren Ottenbach; dieser Bach läuft dann als Ainbach rechts von ihr weiter, während sich die Ens unter dem Namen Engertsbach (Abschnittslänge 2,2 km) am Südrand von Schwebheim vorbei fortsetzt.

Mündung der zuletzt Engertsbach genannten Ens von links  und kurz vor Illesheim in die ab der Gewässerkreuzung bei Schwebheim Ainbach genannte Ottenbach-Fortsetzung. Dieser Ottenbach/Ainbach mündet schon etwa 0,3 km weiter am Ortsrand von Illesheim von links in die noch recht kurze Aisch.